# Lygodium yunnanense
Lygodium yunnanense är en ormbunkeart som beskrevs av Ren-Chang Ching. Lygodium yunnanense ingår i släktet Lygodium och familjen Lygodiaceae. Inga underarter finns listade.